# 칼레드 샤피에이
칼레드 샤피에이(페르시아어: خالد شفیعی, Khaled Shafiei, 1988년 1월 9일 ~ )는 이란의 축구 선수로, 현재 방글라데시 프리미어리그의 바슌다라 킹스에서 수비수로 뛰고 있다.

## 클럽 경력

### FC 서울
2017년 6월 26일, FC 서울로 이적하였다. 이란 출신 최초의 K리그 선수이다. 그러나 2경기만 출전하고 이적하였다.